# География на Перу
Перу е държава в западната част на Южна Америка, разположена между Амазонската низина на североизток и Тихия океан на запад и югозапад. Площта ѝ възлиза на 1 285 216 km² (3-то място в Южна Америка), а населението към 1 януари 2020 г. – 32 820 000 души. Столица е град Лима.

## Географско положение, граници, големина, брегове
На северозапад Перу граничи с Еквадор (дължина на границата 1228 km), на север – с Колумбия (1606 km), на изток – с Бразилия (2822 km) и Боливия и на югоизток – с Чили (196 km). Общата дължина на сухоземните граници (в т.ч. речни) е 6999 km. Дължината ѝ от север на юг е 2050 km, а от югозапад на североизток – от 500 до 750 km. На запад и югозапад Перу се мие от водите на Тихия с дължина на бреговата ивица 3079 km. Бреговете на страната са много слабо разчленени, предимно високи и стръмни. Само на север има един по-характерен залив Сечура.
Крайни точки:
- крайна северна точка – 0°02′34″ ю. ш. 75°11′03″ з. д. / 0.042778° ю. ш. 75.184167° з. д., десен бряг на река Путумайо, на границата с Колумбия.
- крайна южна точка – 18°21′06″ ю. ш. 70°22′38″ з. д. / 18.351667° ю. ш. 70.377222° з. д., на брега на Тихия океан, на границата с Чили.
- крайна западна точка – 4°40′45″ ю. ш. 81°19′35″ з. д. / 4.679167° ю. ш. 81.326389° з. д., нос Париняс, най-западната точка на Южна Америка.
- крайна източна точка – 12°30′09″ ю. ш. 68°39′11″ з. д. / 12.5025° ю. ш. 68.653056° з. д., десен бряг на река Мадре де Диос, при град Пуерто Пардо, на границата с Боливия.

## Релеф
Територията на Перу се поделя на 3 основни региона: Коста – тясна крайбрежна ивица на запад; Сиера – планинска, предимно степна област в центъра; Селва – влажни и гористи предпланински райони и равнини на изток и север.
- Коста е приморска брегова равнина с ширина от 80 до 180 km, която заема 12,5% от територията на Перу. На юг от 14° ю.ш. покрай брега са разположени масивите на Бреговите Кордилери, с височина до 1800 m, структурите на които на места преминават в малки крайбрежни острови.
- Сиерата е представена от мощната планинска система на Андите, заемаща 30,2% от територията на страната. На север, до 11° ю.ш. тя е силно разчленена от надлъжните долини на съставящите реки на Амазонка на три обособени планински вериги: Западни Кордилери с масива Кордилера Бланка (връх Уаскаран (6768 m), най-високата точка на Перу), Централни Кордилери (4697 m) и Източни Кордилери (3730 m). Последните се състоят от няколко хребета, разделени от широки и дълбоки речни долини. На юг от 12° ю.ш. в Андите са изразени само веригите на Западните и Източните Кордилери, като вторите са продължение на Централните Кордилери. В Западните Кордилери (височина над 6000 m) има множество действащи и угаснали вулкани: действащи – Солимана (6117 m), Мисти (5821 m); угаснали – Коропуна (6425 m), Ампато (6310 m) и др. От изток към Западните Кордилери са причленени междупланинско плато и други планински земи с височина 3000 – 4000 m. На север и в централните им части в тях се врязват тесни и дълбоки (до 2000 m) речни каньони, а на юг те се сливат в обширното и затворено полупустинно плато Пуна.
- Селвата е предимно равнинна област, с гъста речна мрежа, заемаща над 1/3 от площта на Перу. На североизток тя включва западната част на Амазонската низина, преминаваща на юг издигнатата предпланинска равнина Ла Монтаня.[1]

## Геоложки строеж, полезни изкопаеми
Източната част на Перу влиза в състава на Амазонската синеклиза на Южноамериканската платформа, която е запълнена предимно с морски палеозойски и континентални мезо-кайнозойски (дебелина до 4 km) наслаги. Кайнозойското краево пропадане отделя Амазонската синеклиза от нагънатите съоръжения на Андите, сформирано в резултат на къснопротерозойска (бразилска), къснопалеозойска и късномезоойска (ларамийска) нагъвателни фази и последвалото кайнозойско планинообразуване. В Андите са обособени: зона на Източните Кордилери, изградена от палеозойски и мезозойски теригенни наслаги; вклиняващата се на северозапад междупланинска падина Алтиплано с езерото Титикака, запълнена с кайнозойски моласи; зона на Западните Кордилери, съставена предимно от мощни теригенно-карбонатни мезозойски седименти, пронизани от гранитоидни батолити и несъгласувано препокрити с наземни кисели кайнозойски вулканити (Андийски вулканичен пояс). Крайбрежната зона е изградена от докамбрийски, палеозойски и мезоойски евгеосинклинални седиментно-вулканогенни скали. На северозапад тази зона е препокрита от мощни теригенни комплекси. В нея, на границата с Еквадор, а също и в кредните наслаги на Предандийското кайнозойско краево пропадане (района на Укаяли) има находища на нефт. В Западните Кордилери се експлоатират находища на големи медни (Токепала, Куапоне, Негра Уануша), медно-полиметални (Серо де Паско, Морокоча) и оловно-цинкови (Чилете) руди.

## Климат, води
Климатът в района на Коста и западните склонове на Андите е пустинен, почти без валежи. Средните месечни температури по крайбрежието са от 15°С до 25°С. В Сиерата климатът е високопланински, влажен през лятото, субекваториален на север с годишна сума на валежите до 1000 mm, а на юг – тропичен с валежи 700 – 800 mm. Средните месечни температури по платата са от 12°С до 16°С на север и от 5°С до 9°С на юг, с големи (до 20°С) денонощни амплитуди. По източните склонове на Андите и в Селвата климатът е екваториален и постоянно влажен. Температурите в равнините са високи през цялата година (от 24°С до 27°С), а годишното количество на валежите е до 3000 mm.
По-голямата част от реките в Перу се отнасят към системата на река Амазонка, която протича през северната част на страната на протежение от 713 km. Нейната главна съставяща е река Мараньон (1414 km), която заедно със своя приток Уаляга (1138 km) извират от източните склонове на Западните Кордилери. Втората главна съставяща река на Амазонка е Укаяли (1771 km). Други големи реки протичащи през Перу и принадлежащи към водосборния басейн на Амазонка са: Путумайо (1610* km), Жавари (1184* km), Урубамба (862 km), Мантаро (724 km), Апуримак (690 km), Напо (667* km), Мадре де Диос (655 km). Множеството реки водещи началото си от западните склонове на Андите и вливащи се в Тихия океан са къси и маловодни, като най-големите са Тумбес (210 km), Чира (300 km), Пюра (295 km), Санта (347 km). На полупустинното плато Пуна е разположен вътрешен безотточен басейн с водосорен център езерото Титикака (8372 km², на границата с Боливия). Второто по големина перуанско езеро е Хунин (530 km²). Реките в Андите притежават големи хидроенергийни запаси. В северната част на Коста, в пустинята Сечура от реките от басейна на Мараньон се прехвърля вода за напояване.

## Почви, растителност, животински свят
Почвите и растителността в Коста са оскъдни, като по западните склонове на Андите растат редки храсти и кактуси. Вътрешните плата, на север и изток са заети от тропическа степ (халка), развита върху планинско-степни почви, а на югоизток – от полупустини (пуна). Източните склонове на Андите и равнините на Селвата са обрасли с гъсти, влажни и вечнозелени гори с ценни дървесни видове (каучуконосни, хининово дърво, кока и др.).
Животинският свят в западната част на Перу е беден. Рядко се срещат ягуар, азарова лисица, пума. Множеството гнездящи по брега и близките островчета птици са създали залежи от гуано. Крайбрежните води са богати на риба, в т.ч. анчоус. В Сиерата обитават представители на рода лами – гуанако и викуня и множество птици. За Селвата са характерни животни, живеещи предимно по дърветата, като най-много са маймуните. Срещат се още мравояди, ленивци, тапири, пекари. Огромно е количеството на птиците (папагали, колибри и др.), влечуги и насекоми. Съществуването на някои видове животни е застрашено. Поради ценната си кожа практически са изтребени чинчилите, обитаващи високите части на Андите. Рязко е съкратена числеността и на викунята.